# Sauber C12
Chronologie des modèles (1993)
Sauber C292 Sauber C13
La Sauber C12 est une monoplace de Formule 1 engagée par l'écurie suisse Sauber dans le cadre de la saison 1993 de Formule 1. Elle est pilotée par l'Autrichien Karl Wendlinger et le Finlandais JJ Lehto. La C12 (C pour Christiane, le prénom de la femme de Peter Sauber, le patron de l'écurie) est propulsée par un moteur Ilmor 2175A développé en collaboration avec Mercedes rebadgé au nom de l'écurie.
La Sauber C12 se distingue des autres monoplaces du plateau par son absence de suspension active et d'antipatinage, à l'heure où les monoplaces de Formule 1 sont dotées d'un grand nombre d'éléments électroniques. En effet, Sauber et Leo Ress, le concepteur de la C12, ont préféré miser sur la fiabilité de leur voiture.

## Historique
Pour le premier Grand Prix de la saison, disputé en Afrique du Sud, JJ Lehto se qualifie en sixième position sur la grille de départ tandis que Karl Wendlinger obtient le dixième chrono. En course, le Finlandais, qui s'est arrêté aux stands au sixième tour pour repartir en dernière position, profite des abandons de ses concurrents pour terminer à la cinquième place et marquer les deux premiers points de l'écurie helvète, tandis que Wendlinger abandonne au trente-troisième tour sur un problème électrique.
Les deux manches suivantes sont plus délicates pour les pilotes Sauber qui ne parviennent pas à rallier la ligne d'arrivée malgré les bonnes performances réalisées en qualifications, les deux pilotes se qualifiant à chaque fois dans les huit premières places de la grille. Il faut en effet attendre le Grand Prix de Saint-Marin pour voir une Sauber marquer des points, Lehto prenant la quatrième place de l'épreuve bien que son moteur l’empêche de boucler le dernier tour de la course. Wendlinger, parti de la cinquième place sur la grille, abandonne au quarante-huitième tour à la suite d'une casse moteur alors qu'il était dans les points durant la majeure partie de l'épreuve,.
Les performances de Sauber se dégradent au fil de la saison : alors qu'aucune monoplace ne termine la course en Espagne, Lehto accroche son coéquipier à Monaco devant les dirigeants de Mercedes venus pour l'occasion, ce qui le contraint à l'abandon et anéantit tout espoir du pilote autrichien de terminer dans les points. Il termine la course en treizième position, franchissant ainsi la ligne d'arrivée pour la première fois de la saison,. Au Grand Prix du Canada, Wendlinger marque le point de la sixième place alors que son coéquipier termine septième.
La deuxième moitié de saison s'avère difficile pour Sauber : en effet, la C12 manque de développement, ce qui conduit les deux pilotes à se qualifier dans le milieu de grille. Pourtant, alors que JJ Lehto, victime des problèmes de fiabilité de sa monoplace, ne parvient qu'à atteindre le top dix en course, Karl Wendlinger termine sixième en Hongrie. L'Autrichien récidive lors du Grand Prix d'Italie, où parti de la quinzième place sur la grille, il remonte le classement et termine en quatrième position. Au Portugal, les deux pilotes, élancés du milieu de grille, parviennent à terminer dans les dix premiers, Lehto prenant la septième place et Wendlinger s'emparant de la cinquième place.
Lors du dernier Grand Prix de la saison, disputé en Australie, Wendlinger et Lehto se qualifient respectivement en onzième et douzième positions. En course, JJ Lehto abandonne au cinquante-sixième tour à cause d'un problème d'accélérateur tandis que Karl Wendlinger termine quinzième de la course malgré un accident survenu cinq tours avant la fin de l'épreuve.
À la fin de la saison, l'écurie Sauber termine à la sixième place du championnat des constructeurs avec douze points. Karl Wendlinger se classe douzième du championnat des pilotes avec sept points tandis que JJ Lehto prend la treizième place avec cinq points.

## Résultats en championnat du monde de Formule 1

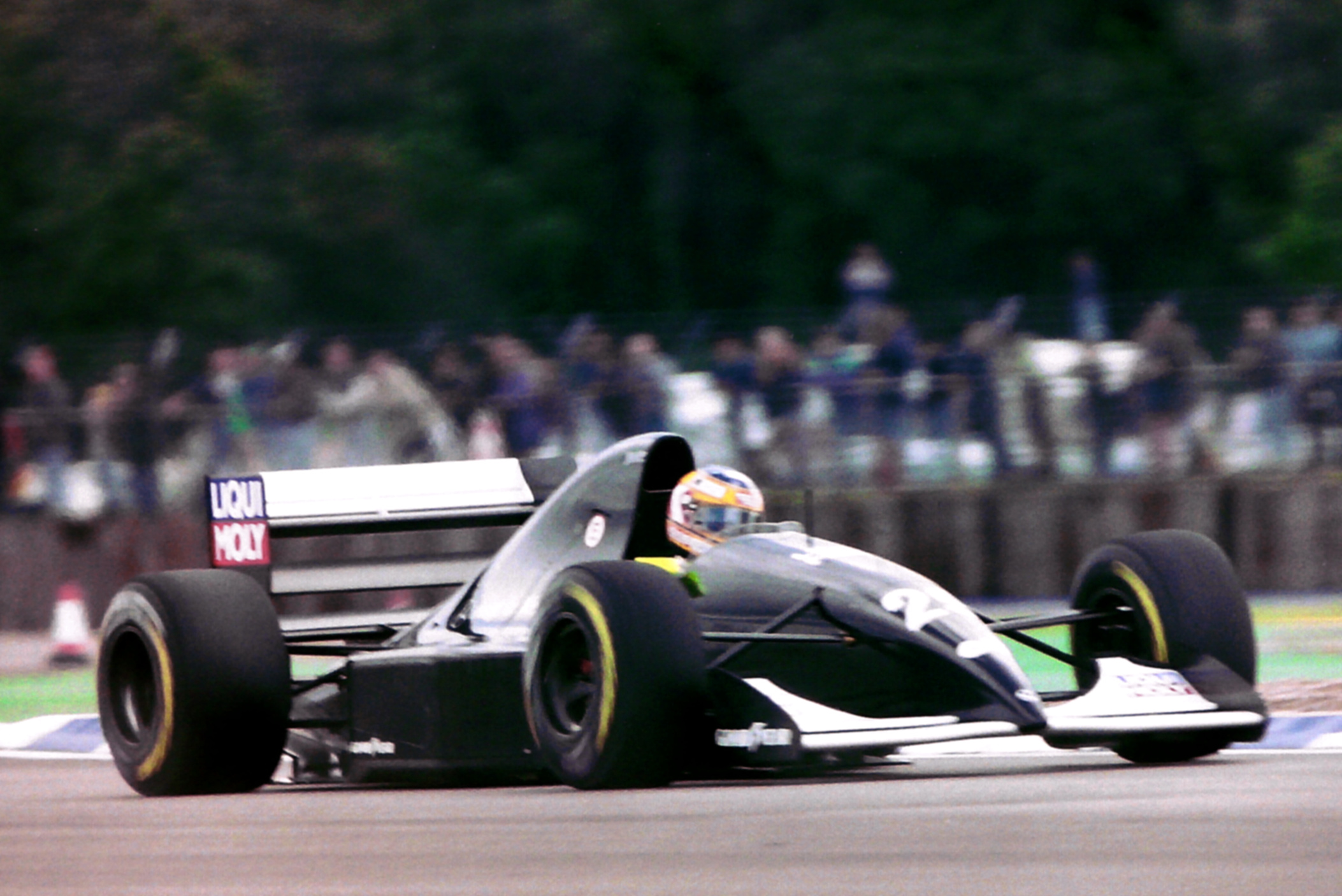
Karl Wendlinger à bord de la Sauber C12 lors des essais libres du Grand Prix de Grande-Bretagne 1993.

| Saison | Écurie | Moteur          | Pneus    | Pilotes         | Courses | Courses | Courses | Courses | Courses | Courses | Courses | Courses | Courses | Courses | Courses | Courses | Courses | Courses | Courses | Courses | Points inscrits | Classement |
| Saison | Écurie | Moteur          | Pneus    | Pilotes         | 1       | 2       | 3       | 4       | 5       | 6       | 7       | 8       | 9       | 10      | 11      | 12      | 13      | 14      | 15      | 16      | Points inscrits | Classement |
| ------ | ------ | --------------- | -------- | --------------- | ------- | ------- | ------- | ------- | ------- | ------- | ------- | ------- | ------- | ------- | ------- | ------- | ------- | ------- | ------- | ------- | --------------- | ---------- |
| 1993   | Sauber | Sauber LH10 V10 | Goodyear |                 | AFS     | BRÉ     | EUR     | SMR     | ESP     | MON     | CAN     | FRA     | GBR     | ALL     | HON     | BEL     | ITA     | POR     | JAP     | AUS     | 12              | 7e         |
| 1993   | Sauber | Sauber LH10 V10 | Goodyear | Karl Wendlinger | Abd     | Abd     | Abd     | Abd     | Abd     | 13e     | 6e      | Abd     | Abd     | 9e      | 6e      | Abd     | 4e      | 5e      | Abd     | 15e     | 12              | 7e         |
| 1993   | Sauber | Sauber LH10 V10 | Goodyear | JJ Lehto        | 5e      | Abd     | Abd     | 4e      | Abd     | Abd     | 7e      | Abd     | 8e      | Abd     | Abd     | 9e      | Abd     | 7e      | 8e      | Abd     | 12              | 7e         |

Légende : ici 